# Кіцмань
Кі́цмань — місто в Україні, на Буковині у Чернівецькому районі Чернівецької області. Центр Кіцманської міської громади, колишній районний центр колишнього Кіцманського району.

## Назва
Місцева легенда про походження назви засвідчує:
| | \| «Чотириста п'ятдесят літ тому назад на північно-східній частині теперішньої Кіцмані було велике поселення, яке мало назву Сегот. У ті часи відбувалися жорстокі бої з турками і татарами. Турки були розгромлені і втікали. Рятуючись від ворогів, натрапили на це поселення. Вони хотіли залишити після себе голу землю і тому нищили все на своєму шляху. Село спалили, а чоловіків, які мужньо захищались перерізали. Решта населення, здебільшого жінки, котрі змогли залишитися живими, заховалися у лісі, який ріс на місці, де тепер сучасне містечко Кіцмань. Турки знайшли це нове поселення. Один турок зайшов до жінки на ім'я Кіца. Йому захотілося соленого огірка. Але хоробра жінка лише вказала на бочку і сказала: — Візьми собі самий, коли так хочеш. У бочці огірків мало, лише на самому дні є декілька. Він нагнувся до бочки, а Кіца тим часом схопила його за ноги і почала топити в бочці. Турок довго кричав: — Кіца мань! Від тоді це мальовниче містечко зветься Кіцманем».[4] \| |
| «Чотириста п'ятдесят літ тому назад на північно-східній частині теперішньої Кіцмані було велике поселення, яке мало назву Сегот. У ті часи відбувалися жорстокі бої з турками і татарами. Турки були розгромлені і втікали. Рятуючись від ворогів, натрапили на це поселення. Вони хотіли залишити після себе голу землю і тому нищили все на своєму шляху. Село спалили, а чоловіків, які мужньо захищались перерізали. Решта населення, здебільшого жінки, котрі змогли залишитися живими, заховалися у лісі, який ріс на місці, де тепер сучасне містечко Кіцмань. Турки знайшли це нове поселення. Один турок зайшов до жінки на ім'я Кіца. Йому захотілося соленого огірка. Але хоробра жінка лише вказала на бочку і сказала: — Візьми собі самий, коли так хочеш. У бочці огірків мало, лише на самому дні є декілька. Він нагнувся до бочки, а Кіца тим часом схопила його за ноги і почала топити в бочці. Турок довго кричав: — Кіца мань! Від тоді це мальовниче містечко зветься Кіцманем». | |

Історики гадають, що назва «Кіцмань» походить від Буковинського слова «коц» (різновид килиму), бо тут жили майстри килимарства. Також припущення, що поселення дістало свою назву від чоловічого імені Козьма. Є версія про походження назви Кіцмань від прізвища Кошман (Kotzmen), чоловіка який виробляв з лози (верби) кошики.

## Географія
Місто розташоване на берегах річки Совиці — притоки Прута. Через місто проходить автодорога E85 Чернівці — Тернопіль — Луцьк — Ковель, і залізнична станція.

## Історія

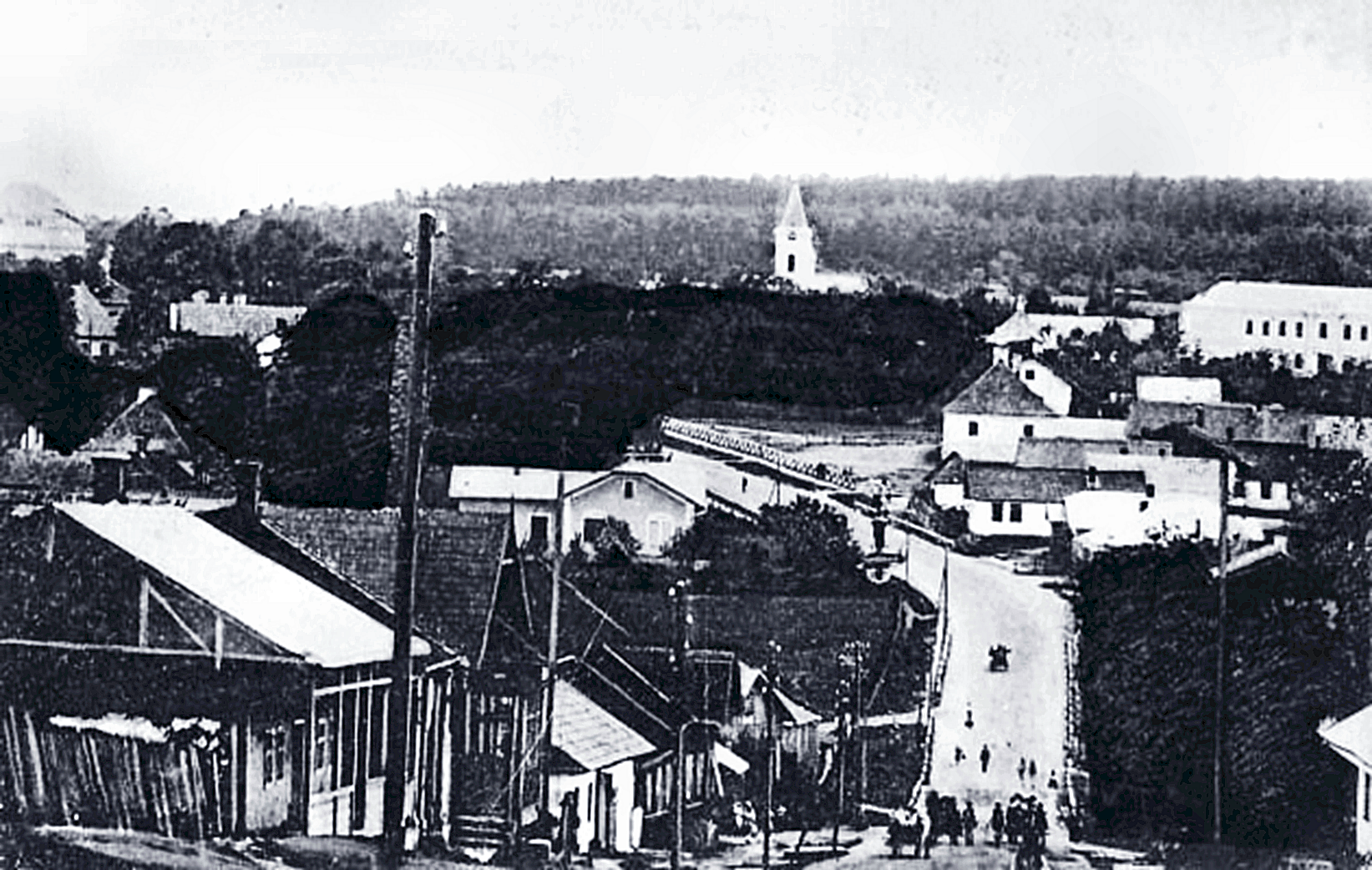
Кіцмань 1900 рік

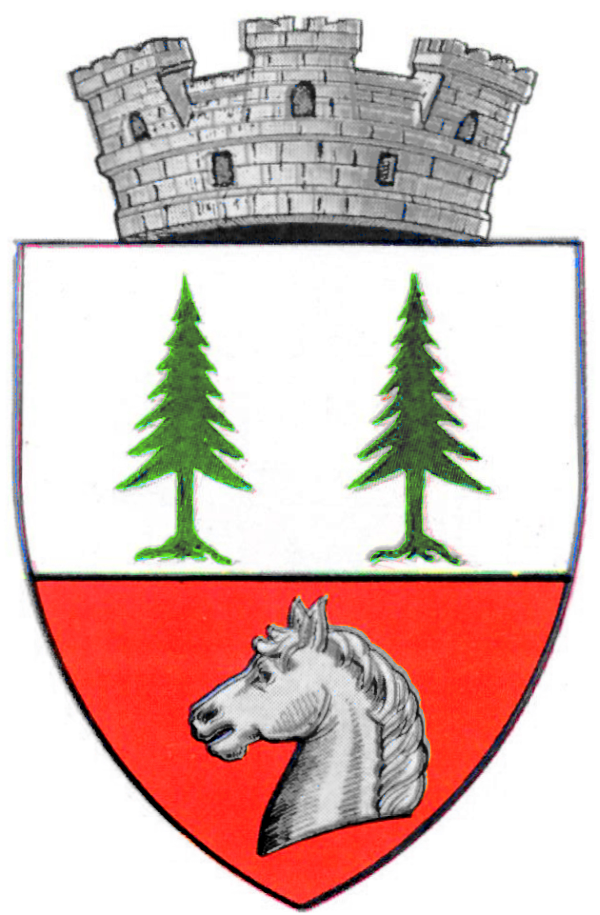
Герб часів Румунії

Найдавніша письмова згадка про Кіцмань датована 1413 роком. Розвитку населеного пункту сприяло те, що він стояв на перехресті доріг, які з'єднували долину Дністра і Прута.
В епоху середньовіччя Кіцмань належав єпископу та іншим великим феодалам. В 1798 він стає містом, а з часом — центром повіту. В другій половині 18 століття в місті стали розвиватися торгівля, ремесло.
Жителі Кіцмані брали активну участь в антифеодальній боротьбі. В 1848 році в місті розповсюджувались листівки, заклики Віденського комітету демократичних союзів до сільського населення Австрії «До зброї, жителі сіл!». Під впливом революційних подій в Росії 29 листопада 1905 року в Кіцмані відбулось народне віче, на якому трудящі вимагали загального виборчого права.
У роки Першої світової війни наприкінці березня 1917 солдати створили Раду солдатських депутатів.
Після П'ятої Галицької битви (1917) (провалу наступу на фронті, організованого Тимчасовим урядом), Кіцмань у 1917 році повернули під контроль австро-німецькі війська, а в листопаді 1918 року — королівська Румунія. В червні 1920 відбулися студентські протести проти насильної румунізації українського шкільництва та ліквідації української гімназії у Кіцмані.
По завершенню Другої світової війни Кіцмань переходить під радянську окупацію.
З 24 серпня 1991 року місто входить до складу незалежної України.

## Населення
Населення міста становить 5 963 осіб на липень 2023 року.

### Національний склад
Розподіл населення за національністю за даними перепису 2001 року:
| Національність  | Відсоток |
| --------------- | -------- |
| українці        | 96,37%   |
| росіяни         | 2,35%    |
| румуни          | 0,51%    |
| молдовани       | 0,33%    |
| білоруси        | 0,16%    |
| інші/не вказали | 0,28%    |

### Мова
Розподіл населення за рідною мовою за даними перепису 2001 року:
| Мова            | Кількість | Відсоток |
| --------------- | --------- | -------- |
| українська      | 7281      | 97.13%   |
| російська       | 160       | 2.13%    |
| румунська       | 40        | 0.53%    |
| білоруська      | 4         | 0.05%    |
| польська        | 2         | 0.03%    |
| німецька        | 1         | 0.01%    |
| інші/не вказали | 8         | 0.12%    |
| Усього          | 7496      | 100%     |

## Культура та ЗМІ
Виходить газета «Вільне життя».
Кіцмань.City [Архівовано 16 січня 2020 у Wayback Machine.] — міське інтернет-видання, створене у березні 2019 року колективом ПП «Агенція „Вільне життя“» та Агенцією розвитку локальних медіа «Або».

## Відомі люди
- Воєвідка Лев — лікар, громадський діяч, один з піонерів організованого громадського життя на Буковині.

### Народилися
- Кантемір Омелян — сотник Буковинського Куреня, 3-ї Стрілецької дивізії Армії УНР.
- Кантемір Юрій — український воєнний комендант Жовкви, сотник УГА.
- Пігуляк Іван Михайлович — сотник Буковинського Куреня, 3-ї Стрілецької дивізії Армії УНР.
- Жуковський Іван — український архітектор, диригент.
- Івасюк Оксана Михайлівна — український педагог, літератор, кандидат філологічних наук, сестра Володимира Івасюка.
- Ребет Дарія — (1913—1992) — визначна політична і громадська діячка, публіцист, за фахом правник. Голова Проводу ОУНЗ (1979—1992). Дружина Лева Ребета.
- Ані Лорак (Кароліна Куєк) — російська співачка, колишня українська співачка. Після анексії Криму і початку війни на сході України перейшла на практику виступів на концертах в РФ. 2024 року позбавлена почесного звання «Народний артист України».[9]

Про уродженців міста можна більше дізнатися в місцевому історичному музеї.

#### Володимир Івасюк

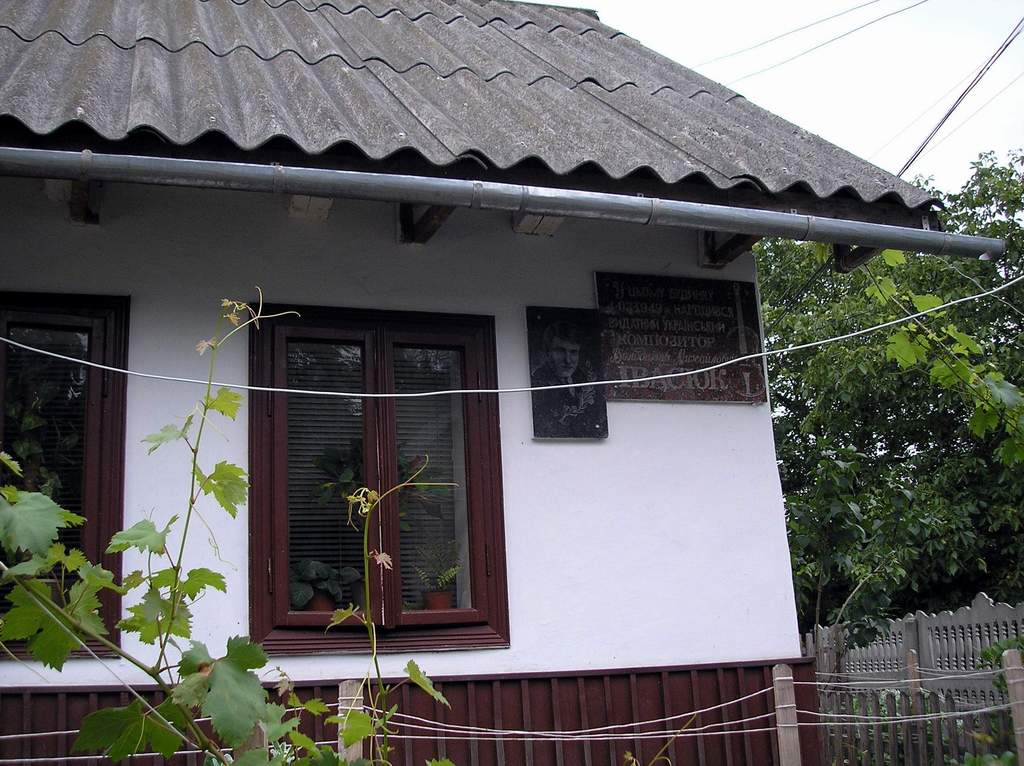
Будинок, у якому народився Володимир Івасюк.

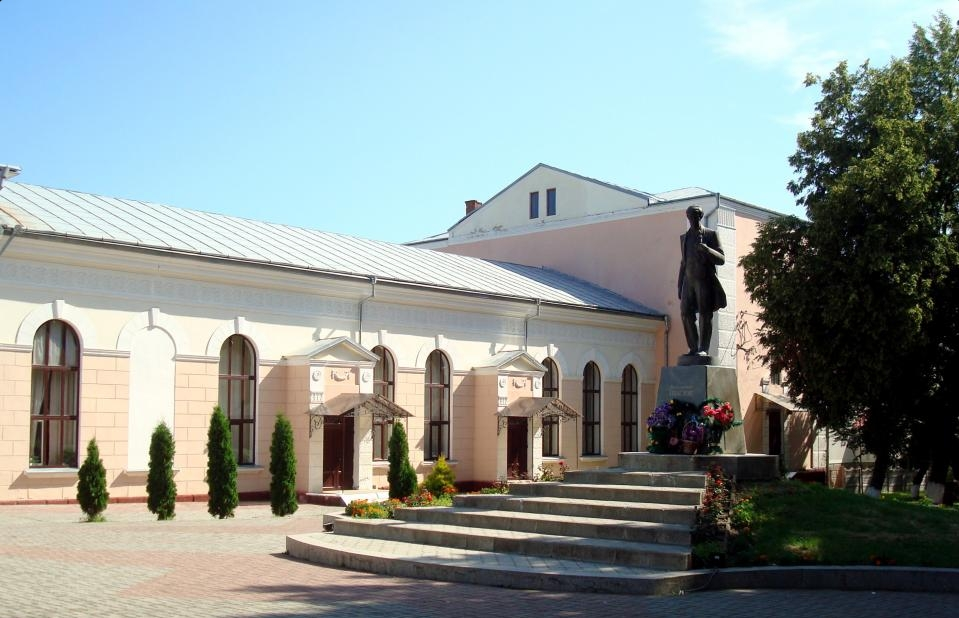
Пам'ятник Володимиру Івасюку в м. Кіцмань

У Кіцмані 4 березня 1949 року народився Володимир Івасюк — український поет і композитор. Один з основоположників української естрадної музики. Його батько, Івасюк Михайло (син Григорія), український письменник, довгий час працював вчителем в місцевій середній школі. За його ініціативи і сприяння в місті відкрили музичну школу, що нині має ім'я його сина.

### Навчалися
- Коцик Роман — український інженер, агроном-дослідник, громадсько-політичний діяч у Галичині, США.

## Інфраструктура

### Об'їзна дорога
Частина міжнародної траси М19, пролягає через місто Кіцмань, дорога була збудована ще за СРСР та не розрахована на таку кількість транспорту, такої тоннажності, інтенсивного руху автомобілів.
Ще з 80-х років була виготовлена документація на будівництво об’їзної дороги для міста Кіцмань. Близько 1,5 км дороги було збудовано зі сторони Чернівців до кільця та перетину доріг Т 2607 та Т 2619. А 6,5 км об’їзної дороги є лише на паперах.
У 2021 році було відновлено питання про оновлення документації та будівництва самої об'їзної дороги.

## Галерея

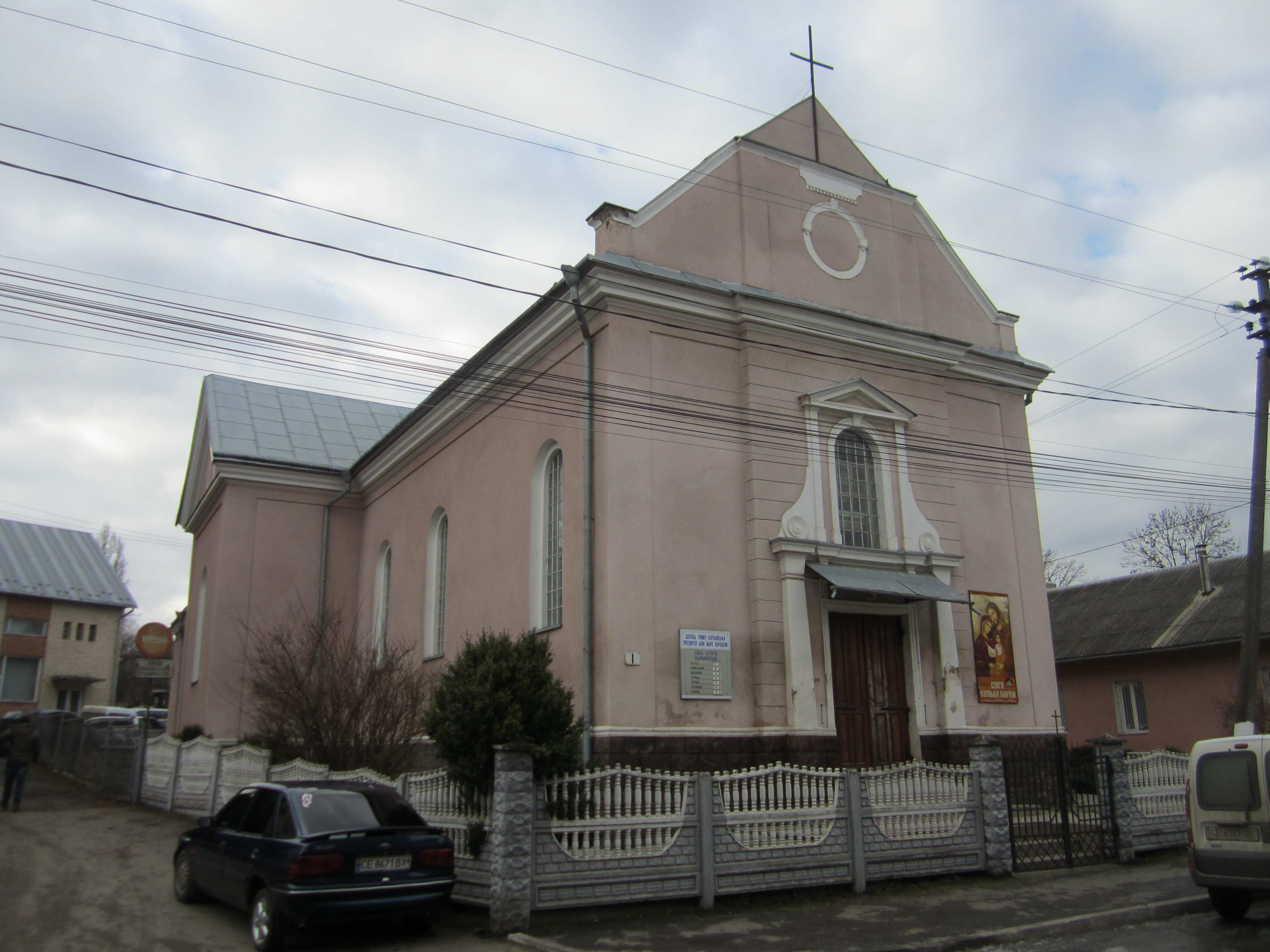
Костел Матері Божої Цариці
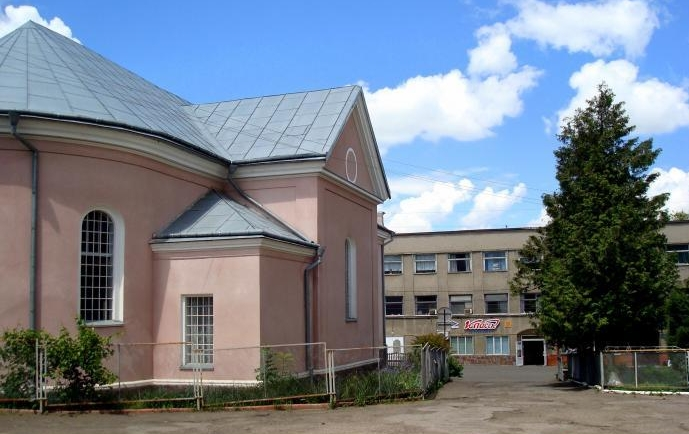
Костел права сторона
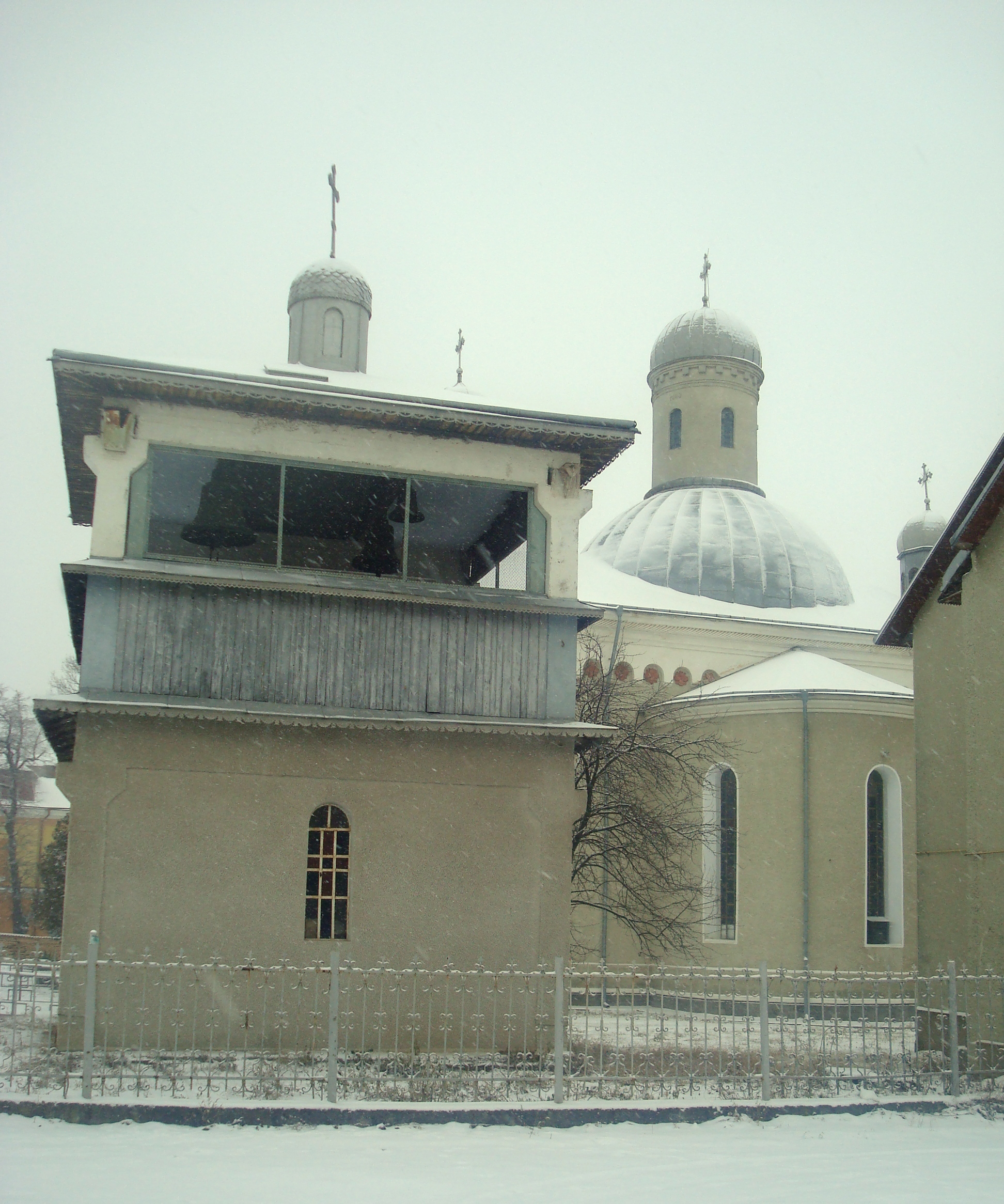
Свято-Миколаївська церква
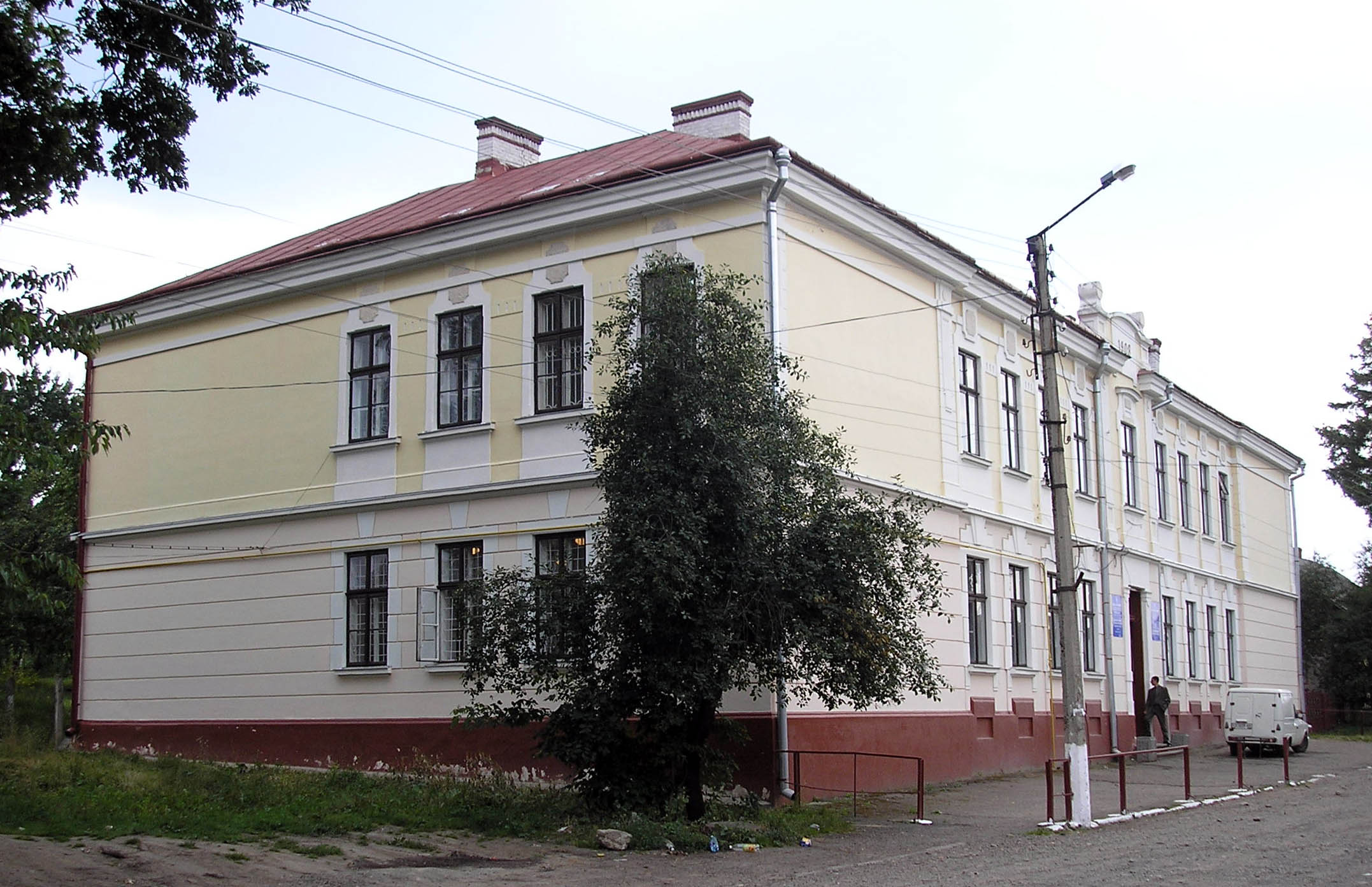
Колишня будівля Кіцманської середньої школи